# Соколов, Владимир Вячеславович (художник)
Владимир Вячеславович Соколов (укр. Володимир В'ячеславович Соколов, 22 июня 1895, Бузулук, Самарская губерния — 1971) — украинский советский художник, член Союза советских художников Украины.

## Биография
Родился 22 июня 1895 года в городе Бузулук (ныне Оренбургская область, Россия) в семье учителя народной школы. В 1918 году окончил Казанскую художественную школу, где обучался у Николая Фешина, Павла Бенькова, Х. Скорнякова, Павла Радимова.
Умер в 1971 году.

## Творчество
Работал в сфере станковой живописи, плаката и книжной графики. Среди его работ:
- плакат «Слава героям Великой Отечественной войны!» (1941);
- оформление книги басен Ивана Крылова (1945);

живопись
- «На Запад» (1947);
- «Молодой Иван Франко читает свои произведения» (1951);
- «Малая Львовская» (1954).

Принимал участие во всеукраинских выставках с 1947 года.
Отдельные произведения художника хранятся в Бузулукском краеведческом музее.